# الکمئون
آلکمایون Ἀλκμαίωνος پزشک و فیلسوف پیشاسقراطی معاصر فیثاغورس بود. وی در اواخر قرن ششم پیش از میلاد در کروتون به دنیا آمد و در جوانی از شاگردان فیثاغورس گشت.

## اندیشه‌ها
آلکمایون نخستین کسی است که مغز را به عنوان جایگاه اصلی فعالیت فکر و ذهن، شناخت؛ و آن را جایگاه حواس معرفی کرد. او نخستین کسی بود که انسان را تشریح کرد و در نتیجه، دریافت که چشم از راه آنچه «عصب بینایی» می نامیم، به مغز ارتباط می یابد. به نظر او حواس ما از طریق راههایی به مغز ختم می‌شود، و مجموع حواس با مغز در ارتباط است. اگر راه بسته شود یا مغز تکان بخورد، باعث آشفتگی و اختلال در حواس می‌شود. او همچنین معتقد بود که فقط انسان می‌اندیشد و حیوانات دیگر فقط احساس می‌کنند و نمی‌اندیشند.
ارسطو می‌نویسد که یا فیثاغوریان گمنام بحث اضداد را از او گرفته‌اند یا آلکمایون از آنها متاثر بوده‌است. آلکمایون معتقد بود که در بدن انسان همچون جهان اطراف، عناصر متضاد بسیاری وجود دارد. لذا او تندرستی را ترکیب هم اندازهٔ کیفیات مواد موجود در تن می‌دانست؛ و بیماری حاصل تنازع عناصر مختلف موجود در بدن یا ناشی از نسبت نامتناسب آنهاست. اگر یکی از اضداد تر یا خشک، گرم یا سرد.... بر بدن انسان غالب شود، انسان بیمار می‌شود. در صورت فرمانروایی کامل یکی از اضداد، انسان می‌میرد.
اما او نفس انسان را به عکس جسمش، جاودانه و فناناپذیر می‌داند. نفس را دارای یک حرکت دائمی دایره وار-چون ماه و خورشید و ستارگان- می‌دانست.
به باور الکمئون تن آدمی بدین جهت از میان می‌رود که نمی‌تواند آغاز را به پایان گره بزند؛ یعنی اینکه حرکت تن به صورت خط مستقیم بوده و لاجرم نمی‌شود پیری را به کودکی پیوند زد. اما روح که دایره وار حرکت می‌کند، می‌تواند پایان را به آغاز گره بزند؛ چراکه در محیط دایره نقطهٔ آغاز و پایان یکی است.